# Кришталевий мікрофон
Кришталевий мікрофон (англ. Crystal microphone) — це нагорода у вигляді скляного мікрофона з кришталевою ришіткою (через що й отримав свою назву), що вручається за перемогу в Пісенному конкурсі Євробачення